# Santa Maria di Loreto (Rom)

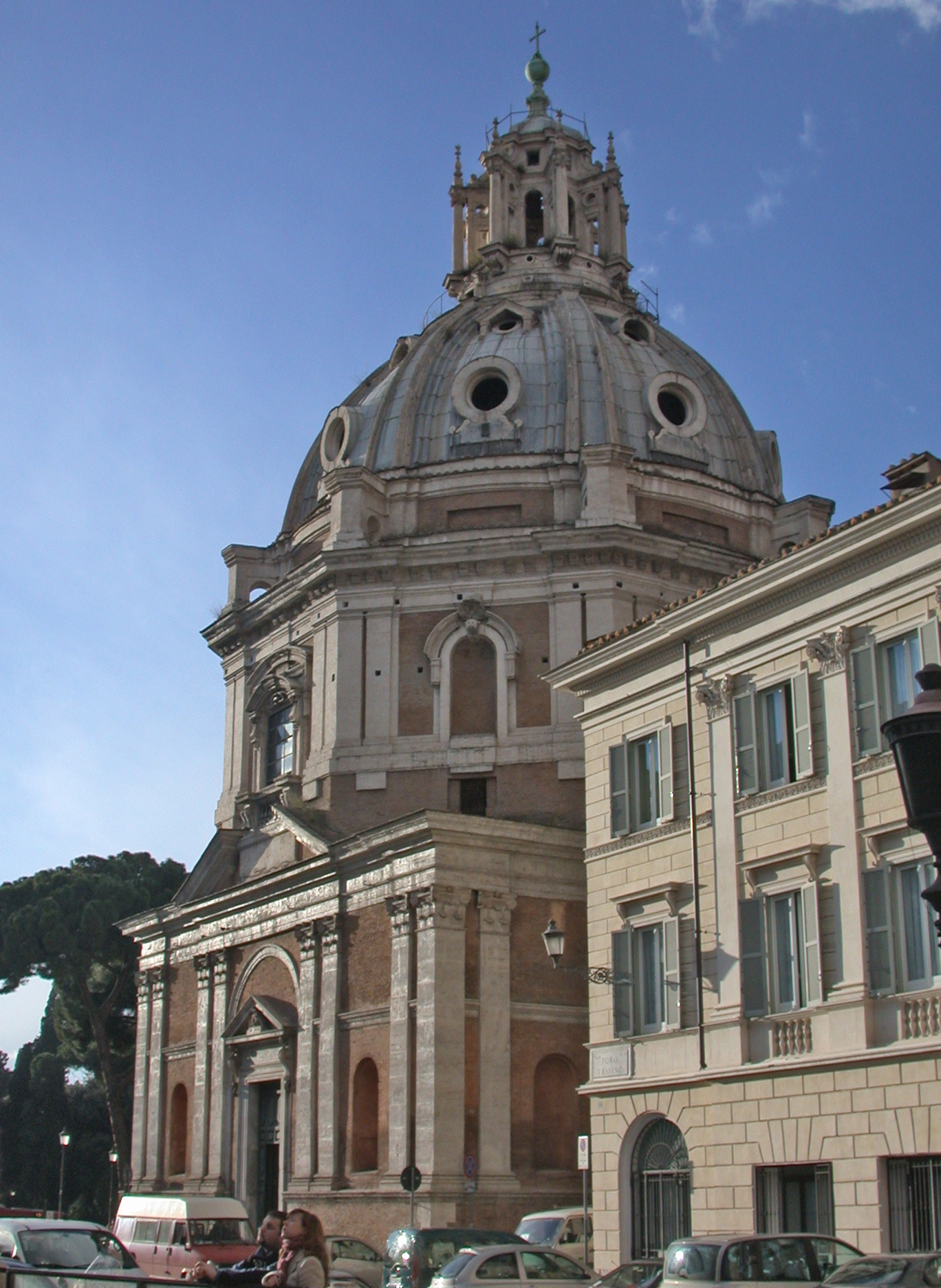
Santa Maria di Loreto

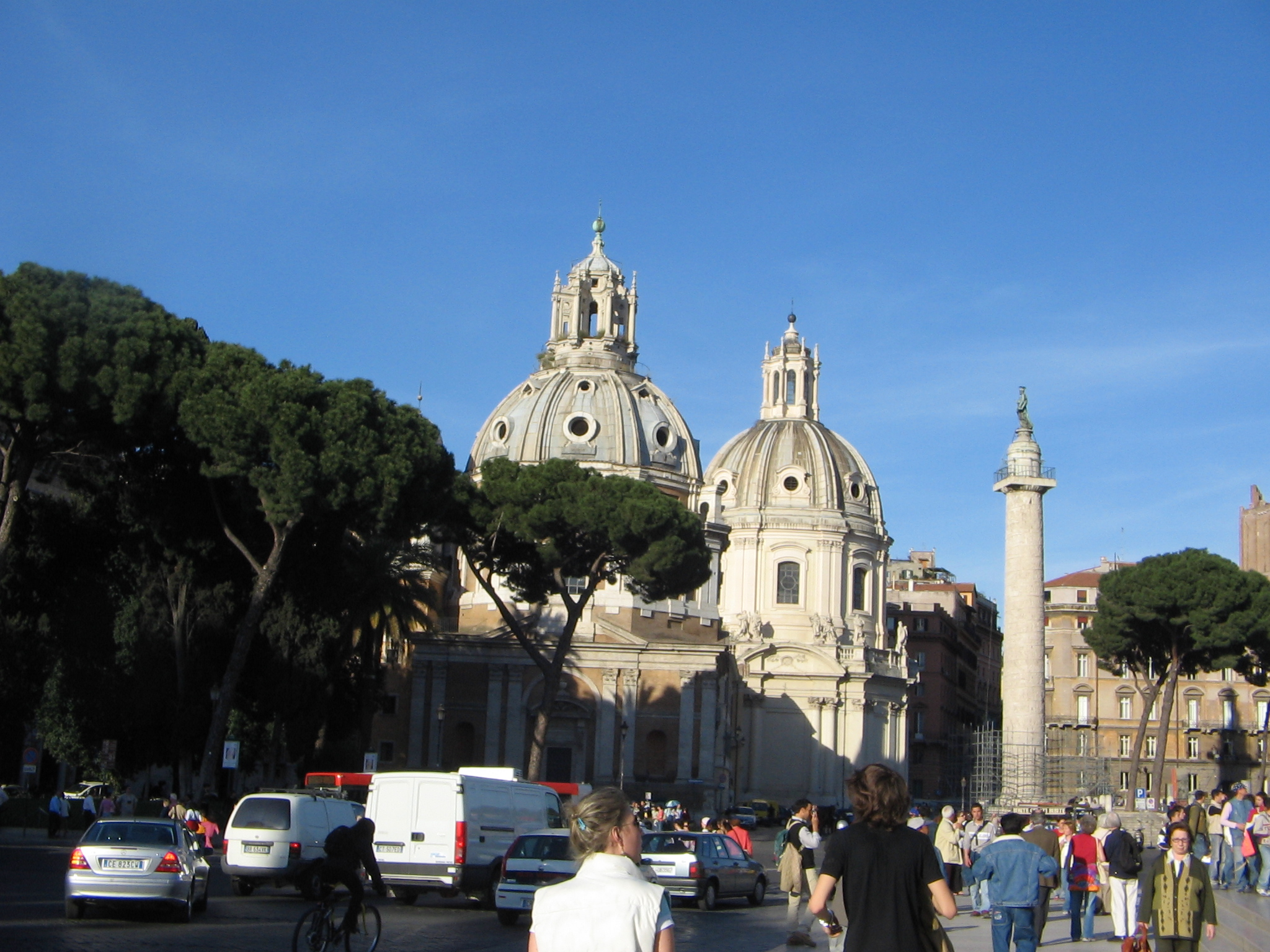
Santa Maria di Loreto, Ansicht von Westen, dahinter die Zwillingskirche Santissimo Nome di Maria al Foro Traiano

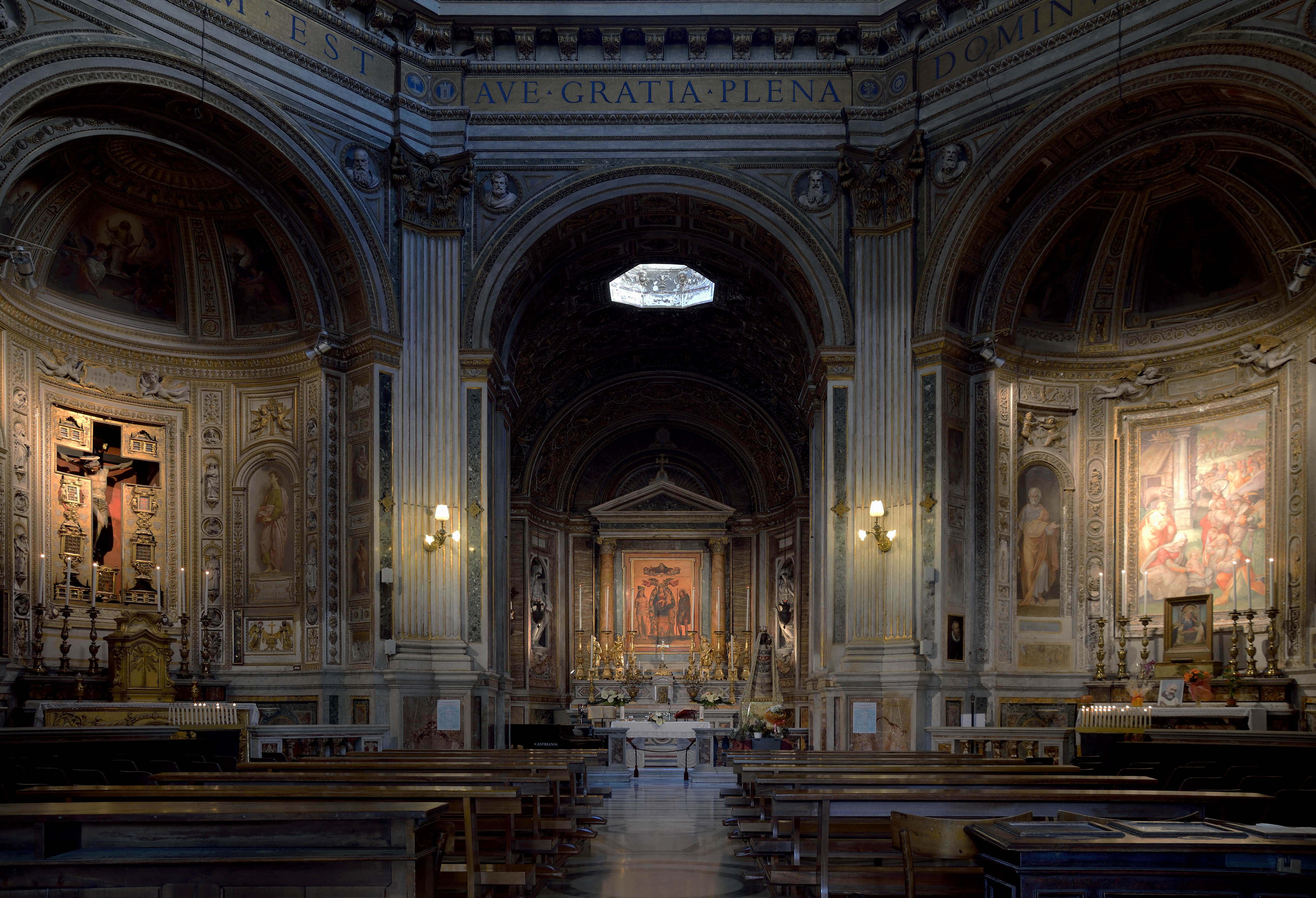
Inneres der Kirche

Die Kirche Santa Maria di Loreto befindet sich inmitten der römischen Altstadt neben der Trajanssäule. Sie ist Teil eines Zwillingskirchenpaares in Rom; ihr benachbartes Pendant ist Santissimo Nome di Maria al Foro Traiano.
Die Kirche wurde in den Jahren von 1522 bis 1573 für die Zunft der Bäcker errichtet. Die Autorschaft der Entwürfe wird dem Antonio da Sangallo dem Jüngeren zugeschrieben. Die Kuppel im Stil des Manierismus wurde in den Jahren 1565 bis 1573 nach den Plänen des Architekten Giacomo Del Duca (1520–1604) gebaut. Ihre Grundstruktur war Vorbild für die Nachbarkirche, diese wurde dennoch ein von ihr sich deutlich unterscheidender Bau.
Als Bildhauer der Skulptur der Madonna über dem Portal wird Andrea Sansovino vermutet.
Im Inneren der Kirche befindet sich die Statue der Hl. Susanna, die François Duquesnoy zwischen den Jahren 1630 und 1633 schuf, sowie die Statue der Heiligen Cäcilia von Giuliano Finelli (1601–1653), die im Jahr 1629 oder 1630 erschaffen wurde.
Den Hauptaltar schuf Gaspare de Vecchi im Jahr 1628. Luca Carimini (1830–1890) baute ihn im Jahr 1867 um. 
Als sehenswert gilt ebenfalls ein Mosaik in einer der Kapellen, welches Paolo Rossetti im Jahr 1594 schuf. Die Ausstattung einer anderen Kapelle wurde von Niccolò Circignani entworfen.